# Прощавайте, голуби
«Прощавайте, голуби» — радянський художній фільм-мелодрама 1960 року, знятий в дусі відлиги Яковом Сегелем. Фільм отримав світове визнання на двох міжнародних кінофестивалях: у Локарно (Швейцарія, 1961) та Мельбурні (Австралія, 1962). При цьому на Міжнародному кінофестивалі у Локарно у 1961 році фільм «Прощавайте голуби» (англ. Farewell, Doves) отримав нагороду FIPRESCI від Міжнародної федерації кінопреси та кінокритиків.

## Сюжет
Генка Сахненко навчається в училищі і працює. Але у нього, практично дорослої і самостійної людини, є одна таємниця: після роботи він залазить на голубник. Захоплення голубами у нього з дитинства. Генка задоволений роботою (він навіть обхитрить свого колегу, майстра Максима Петровича, який полюбляє брати з мешканців за роботу), але одного разу, поранивши руку, він потрапив до лікарні, де подружився з медсестрою Танею. Однак через деякий час по комсомольській путівці Генці довелося виїхати працювати в інше місто, а своїх голубів він подарував першокласнику.

## У ролях
- Олексій Локтєв — Гена Сахненко
- Світлана Савьолова — Таня Булатова
- Савелій Крамаров — Васька
- Валентина Телегіна — Марія Юхимівна
- Сергій Плотніков — Максим Петрович
- Леонід Галліс — Костянтин Булатов
- Антоніна Максимова — епізод
- Петро Вескляров — Ілля Захарович
- Віра Предаєвич — екскурсовод
- Ганна Ніколаєва — Ольга Булатова
- Валентин Брилєєв — покупець мотоцикла
- Олександр Сумароков — перехожий з парасолькою
- Ольга Наровчатова — Ольга Наровчатова «Джульєтта», диспетчер райконтори «Київгазу»
- Григорій Тесля

## Знімальна група
- Сценарист і режисер-постановник: Яків Сегель
- Оператор-постановник: Юрій Іллєнко
- Композитор: Марк Фрадкін
- Автор текстів пісень: Михайло Матусовський
- Художники-декоратори: Л. Георгієв, Валерій Левенталь
- Художник по костюмах: Наталія Панова
- Звукооператор: В. Дмитрієв
- Режисер монтажу: Л. Родіонова
- Режисери: В. Григор'єв, Євген Фрідман
- 2-й оператор: Вілен Калюта
- Редактори: Г. Бахтіярова, Валерія Погожева
- Директор картини: А. Яблочкін

## Зйомки фільму
Зйомки усього фільму відбувалися у місті Києві — на вулиці Хрещатик та Майдані Незалежності (тод. Площа Калініна). Також велика кількість сцен знімалась на території Чоколівки, у недобудованому на той час Першотравневому масиві— по вулиці Авіаконструктора Антонова, вулиці Уманській та Чоколівському бульварі (в тому числі на Площі Космонавтів).